# Campotosto
Campotosto (Camputostu in dialetto sabino) è un comune italiano di 443 abitanti della provincia dell'Aquila, in Abruzzo. Situato nella zona dell'Alto Aterno, a 1420 m s.l.m., è uno dei centri abitati più elevati dell'Appennino: fa parte della comunità montana Montagna di L'Aquila e dà il nome all'omonimo lago artificiale, centro dell'omonima riserva naturale istituita dopo la costruzione della diga.

## Geografia fisica

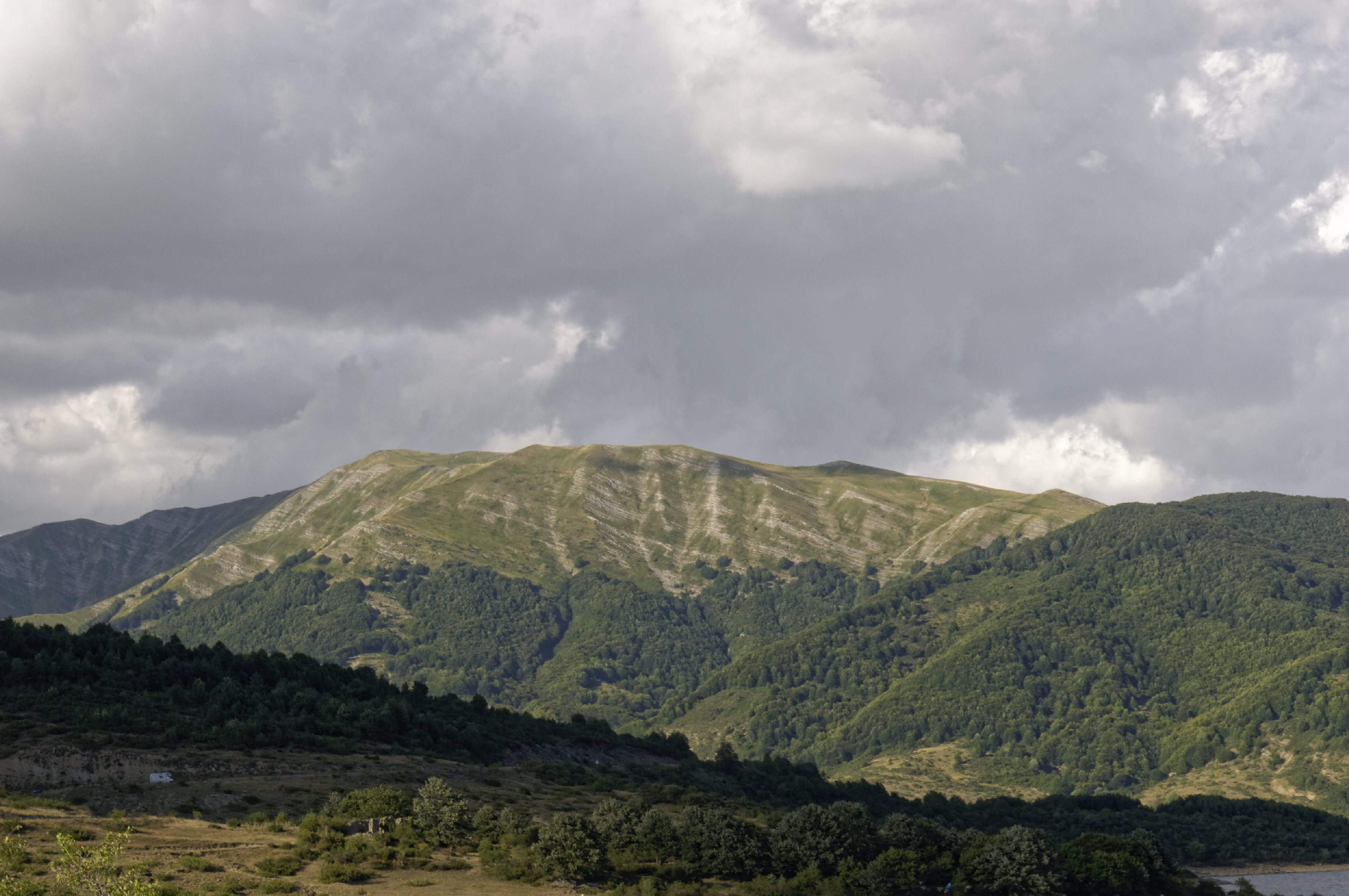
Monte di Mezzo

Il comune si trova nella parte più settentrionale della provincia dell'Aquila al confine con il Lazio a nord e la provincia di Teramo ad est, in un bacino montano a partire dai 1340 m s.l.m. del lago omonimo, al centro del territorio occupato dall'omonima Riserva Statale, nel territorio del Parco nazionale del Gran Sasso e Monti della Laga. Il territorio è dominato dai Monti della Laga a est, che raggiungono in questo tratto il punto più elevato con Monte di Mezzo (2155 m) rappresentando uno spartiacque appenninico secondario e i Monti dell'Alto Aterno a ovest, e risulta scarsamente antropizzato con un ambiente montano quasi del tutto integro. Sempre nel territorio transita un tratto della grande Ippovia del Gran Sasso nel suo ramo più settentrionale.

### Accessibilità
Il comune è raggiungibile dal versante aquilano (Passo delle Capannelle) e da quello teramano attraverso la SS 80 del Gran Sasso d'Italia e la Strada statale 577 del Lago di Campotosto, mentre accessi secondari provengono sia dal versante laziale amatriciano che dalla sottostante conca del Monrealese (Aringo e Capitignano).

### Clima
Il clima del posto è tipicamente montano con un parziale effetto mitigatore da parte del Lago: nevoso e rigido d'inverno, fresco e ventilato d'estate.

## Storia

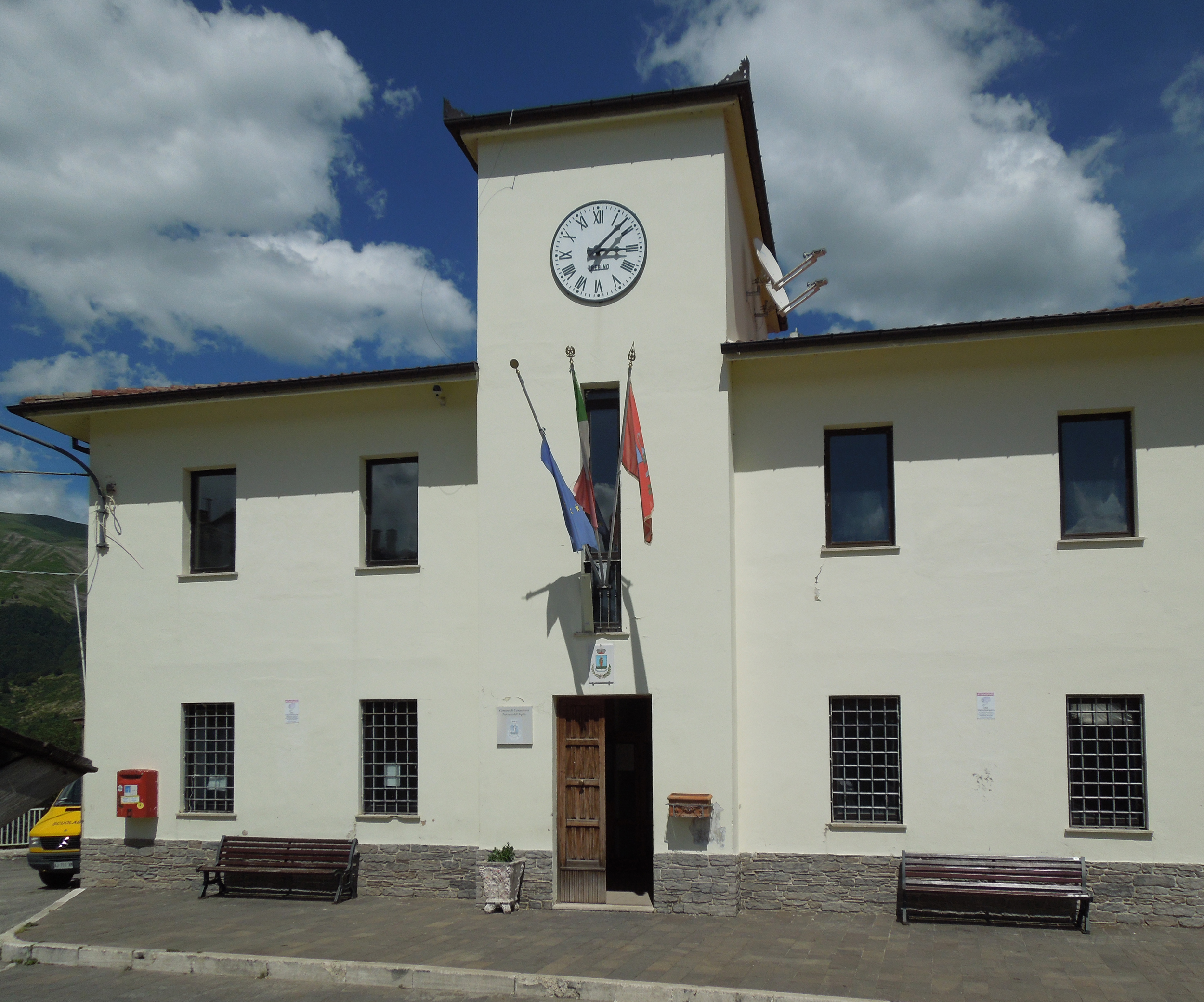
Municipio di Campotosto prima della demolizione

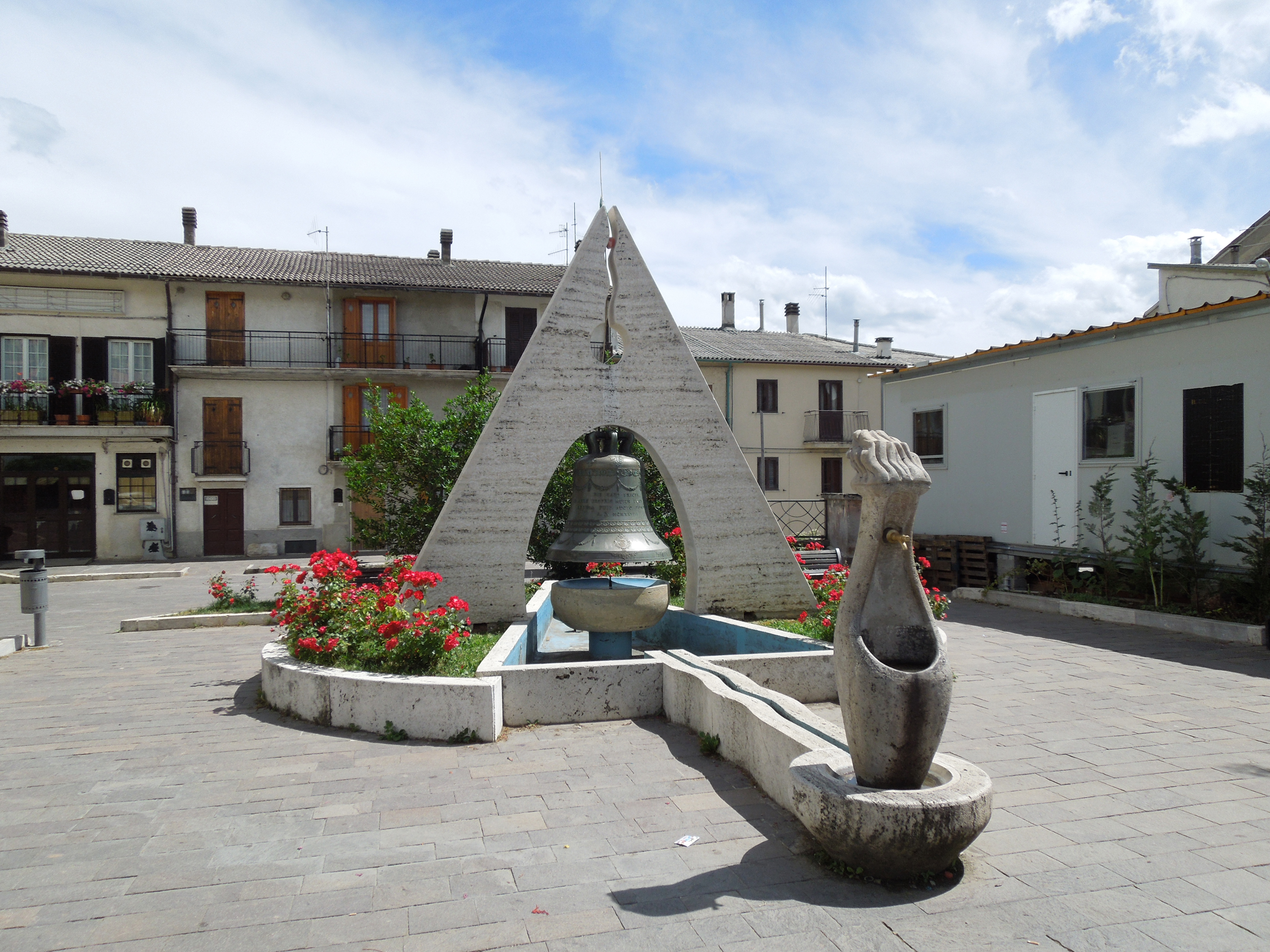
Piazza della Chiesa come appariva prima del terremoto del 2017. La fontana monumentale era stata costruita per ospitare la campana, incrinata durante il terremoto del 1950-51, che si trovava sulla torre della chiesa di Santa Maria Assunta.

Notizie del paese si hanno già dal XIV secolo, quando nel 1318 venne dato alle fiamme dagli aquilani in lotta con Amatrice. Restò tra le pertinenze di Amatrice, fino al XVI secolo. Danneggiato dal terremoto del 1639, fu distrutto quasi completamente nel terremoto del 1703 poi ricostruito, finché nell'800 acquisì il titolo di comune autonomo. Oggi è caratterizzato da uno stile architettonico piuttosto moderno, con poche tracce storiche.
Nella comunità di Campotosto, fino al 1960, erano ancora presenti famiglie che allevavano in proprio bestiame vario, con prevalenza di ovini e suini, che erano necessari alla produzione di salumi e formaggi vari che venivano poi fatti stagionare: famosa è a tutt'oggi la mortadella di Campotosto, uno dei prodotti tipici locali. I suini venivano allevati al principale scopo di produrre carne secca e quasi mai carne fresca.
Le case erano costruite con pietre argillose, molto comuni nel territorio di Campotosto e Poggio Cancelli: per strada si possono ancora vedere le case più antiche mentre quelle di nuova produzione sono comunque stuccate in modo da ricoprire parzialmente le pietre argillose.
Le rigide temperature invernali non permettevano ai campotostari di allora (e anche di oggi) una vita serena e tranquilla: numerose sono ancora oggi le tormente e gli accumuli di neve sono quasi sempre alti e duraturi.
Anche se il lago di Campotosto ha privato i residenti di molti terreni per il pascolo dei vari animali, specialmente ovini e caprini, è oggi una delle maggiori attrazioni turistiche: sul lago d'estate, grazie ai meccanismi termici delle brezze, sono praticati sport come il windsurf, il kitesurf e la canoa mentre in inverno a volte si ghiaccia completamente o parzialmente.
Durante la sequenza sismica del terremoto dell'Aquila del 2009, Campotosto è epicentro di diverse scosse più lievi o repliche (aftershocks) dopo il mainshock del 6,3 scala Richter, IX scala Mercalli, ore 3:32 con epicentro L'Aquila: scosse lievi che però hanno reso pericolanti alcune antiche case del comune. Il comune è nuovamente interessato da scosse nel terremoto del 18 gennaio 2017, con magnitudo 5.4; tali scosse hanno lesionato parzialmente il tetto della chiesa parrocchiale e distrutto la torretta del moderno municipio. Entrambi sono stati demoliti.

### I terremoti: la faglia di Campotosto

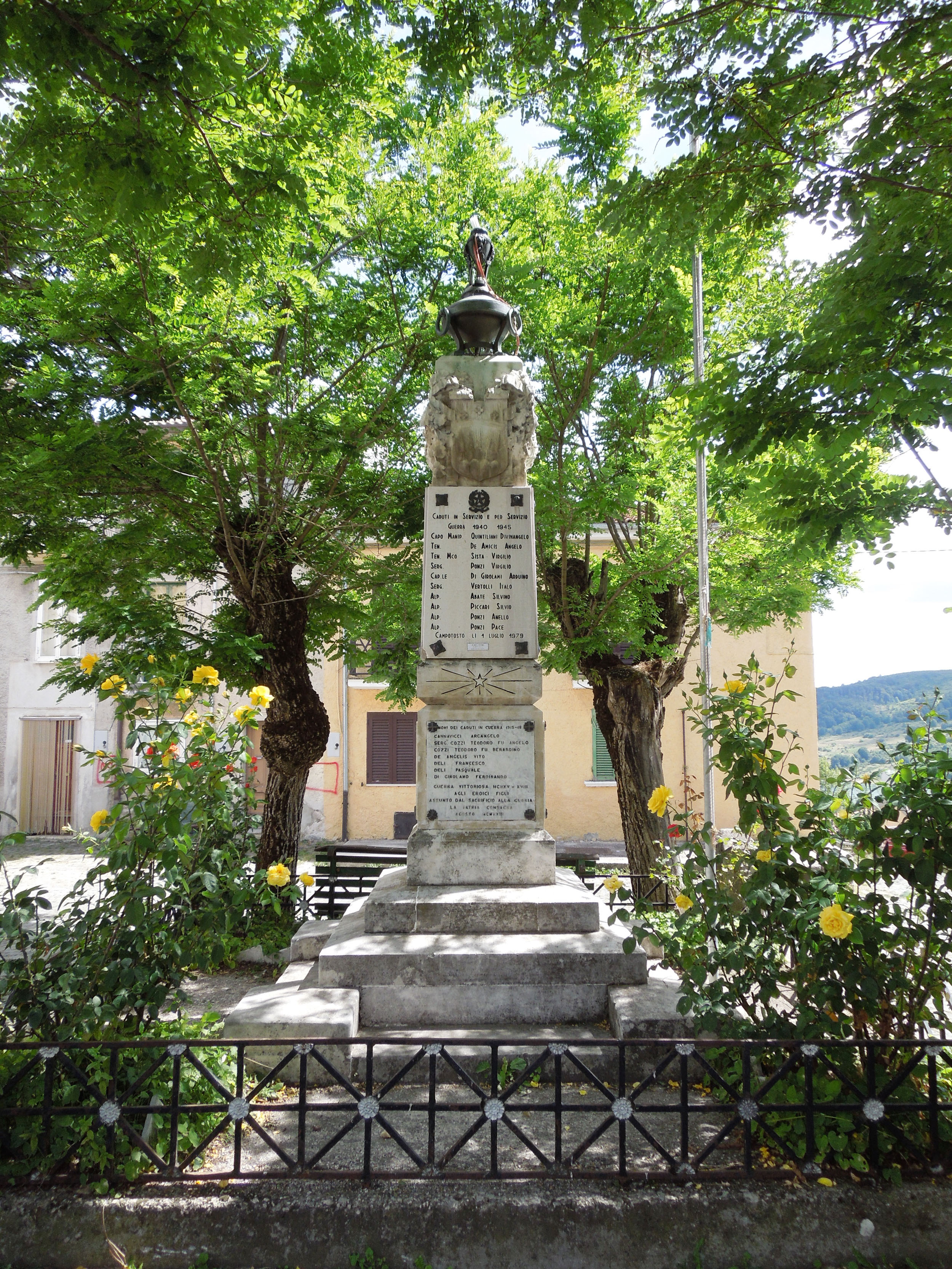
Monumento ai Caduti

L'area del Monte di Mezzo, è soggetta a movimenti del terreno, poiché sede di un'importante faglia dell'Appennino abruzzese, situata tra i centri di Montereale, Capitignano e Campotosto appunto. Eventi sismici storici sono documentati con il terremoto dell'Aquila del 1461, che tuttavia si verificò presso Paganica, e il maggiore evento del terremoto dell'Aquila del 1703.
Questo terremoto ebbe tre scosse distruttive verificatesi il 14 gennaio e il 2 febbraio dell'anno, con una magnitudo di 6.8 gradi della scala Richter, con epicentro tra Montereale e Campotosto, allora piccolo borgo pastorale. Danni gravissimi si ebbero specialmente a L'Aquila, distante 30 km circa di distanza, poiché il 2 febbraio si attivò anche la spaccatura del piccolo comune di Barete. Un altro terremoto si manifestò nel Novecento, con scosse nell'arco del biennio 1950-1952. La scossa principale, con epicentro sul Gran Sasso, si verificò alle 04:08 (ora italiana) del 5 settembre 1950 e fu di magnitudo 5,68 Mw.
Nuovamente la faglia si è riattivata nell'ottobre del 2016 dopo la scossa di magnitudo 6.5 a Norcia, raggiungendo scosse di magnitudo 5.3 e 5.5 a Montereale e Capitignano alle 11:14 e alle 11:25 del 18 gennaio 2017; ultimo evento del terremoto del Centro Italia del 2016. Danni sono stati valutati al 70% del settore urbano di Campotosto, con parziale abbattimento della facciata della chiesa parrocchiale, per questioni di sicurezza. Dopo un iniziale allarmismo riguardante il possibile effetto "Vajont" del lago artificiale sulla vallata, la diga è stata parzialmente svuotata e l'allarme rientrato, anche grazie allo scioglimento dell'abbondante nevicata. All'Aquila non si sono registrati danni rilevanti.
Nella zona di Campotosto si trova il secondo bacino idrico più grande d'Europa, sul quale insistono tre dighe per la produzione di energia idroelettrica. L'area è stata interessata dal terremoto del 2009 e da una nuova serie di scosse sismiche a gennaio del 2017. A seguito di quest'ultime, la Commissione Grandi Rischi ha evidenziato un aumento della pericolosità delle faglie, ma ha escluso all'epoca il rischio di un "Vajont locale", ossia di movimenti del sottosuolo nelle alture circostanti e caduta di parti di montagna nel lago.

### Simboli
Lo stemma e il gonfalone sono stati concessi con decreto del presidente della Repubblica del 24 aprile 1997.
Prima della concessione dello stemma attuale il comune di Campotosto ne aveva utilizzati altri: un primo, raffigurante una capra ai piedi di un albero in campo d'argento, ed un secondo, adottato nel 1881 raffigurante nella parte superiore tre rose rosse in campo d'oro, con al centro una fascia rossa che la divideva da quella inferiore d'azzurro, a cinque spighe d'oro nodrite su quattro monti di verde.
Il gonfalone è un drappo di rosso.

## Monumenti e luoghi d'interesse

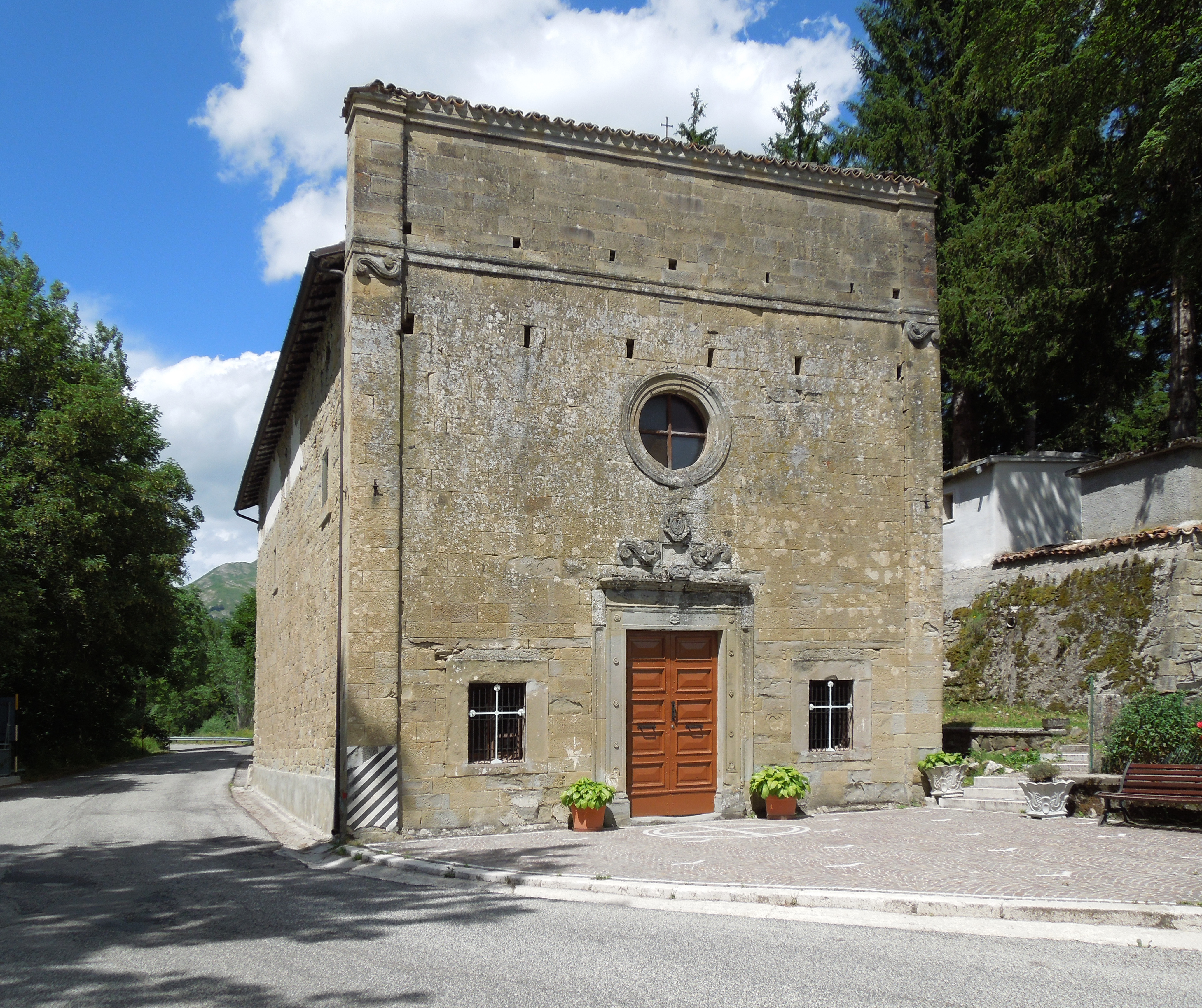
Facciata del Santuario di S. Maria Apparente

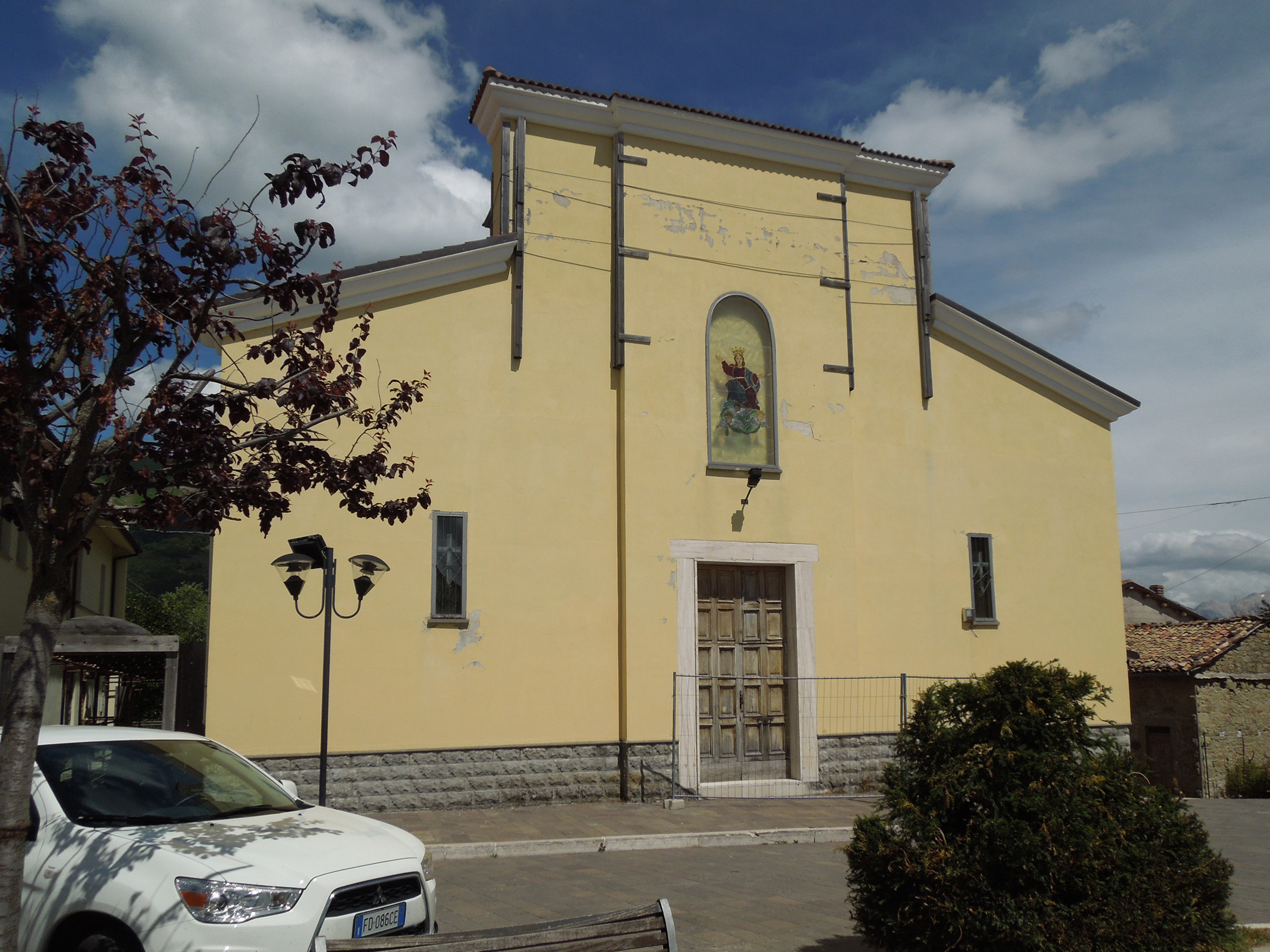
Chiesa di Santa Maria Assunta (demolita nel 2017)

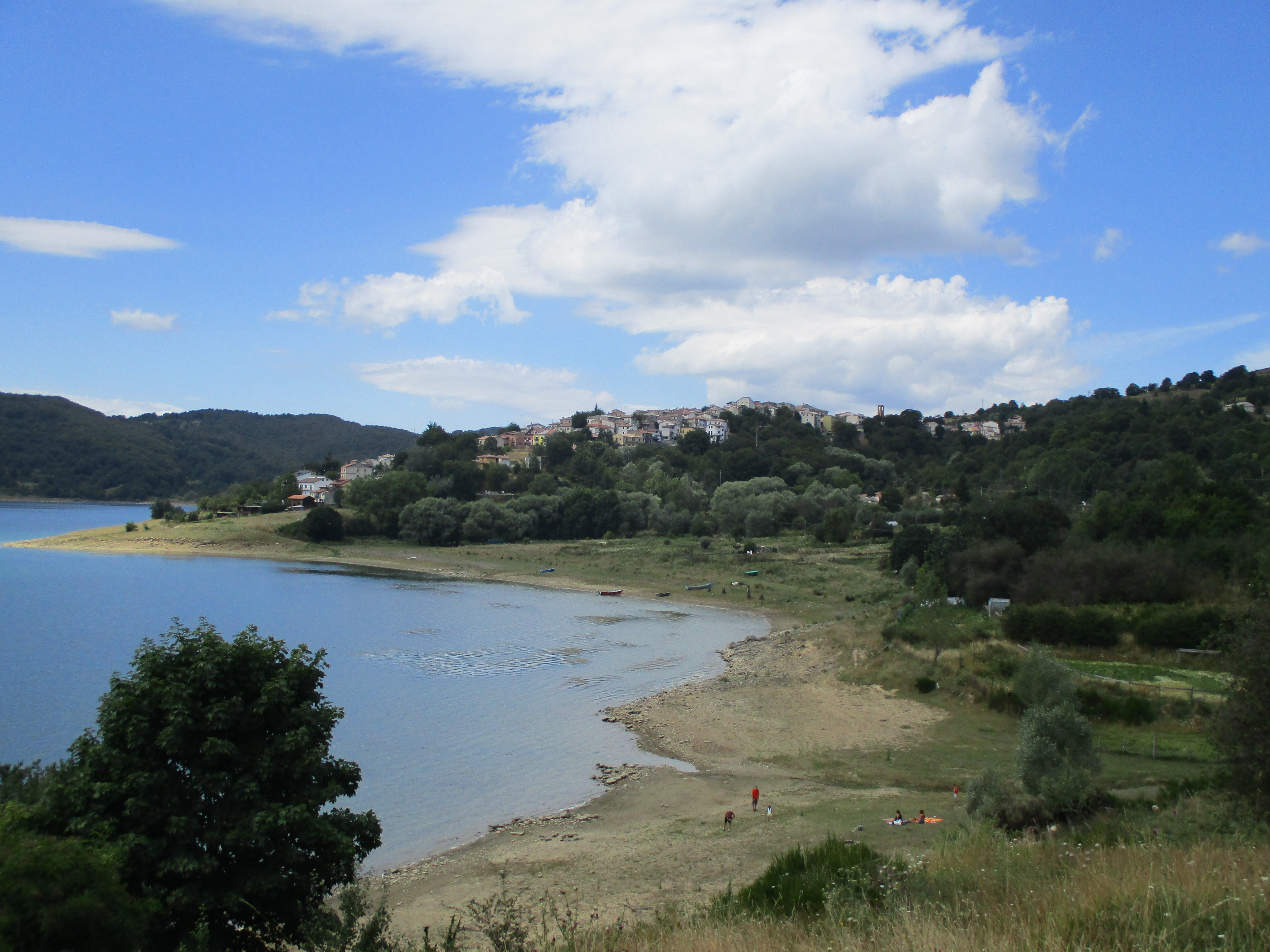
Mascioni di Campotosto

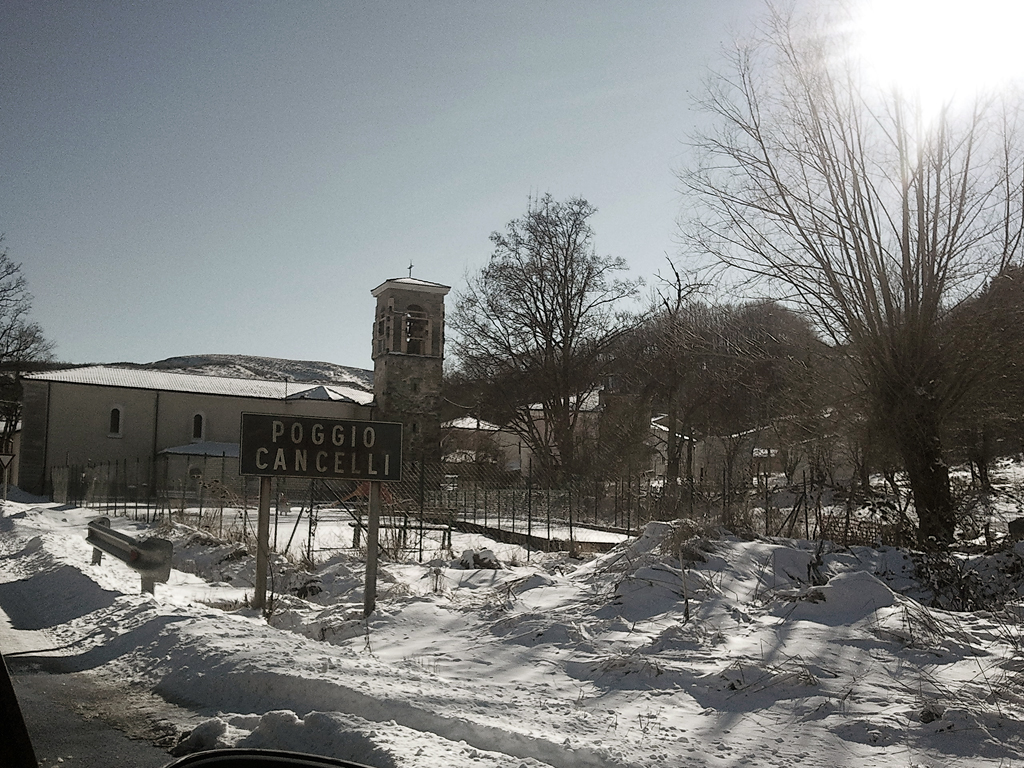
Poggio Cancelli in inverno

### Architetture religiose

#### Santuario di S. Maria Apparente
La chiesa è dedicata alla Madonna, che secondo una leggenda sarebbe apparsa a Campotosto nel 1604. La tradizione locale racconta che una giovane muta, Rosa Angelica Palombi, nipote del parroco di Campotosto, mentre lavava i panni al Rio Fucino, poco fuori dal centro abitato, vide apparire la Madonna, che le rivelò che desiderava che le fosse eretta una chiesa, di cui disegnò la pianta con una nevicata fuori stagione. La ragazza tornò in paese e miracolosamente riferì alla popolazione quello che le era stato detto.
In realtà la chiesa ha origini più antiche: fu eretta nella seconda metà del XV secolo su un terreno che una donna di Campotosto aveva donato nel 1469 alla Basilica di San Giovanni in Laterano, con lo scopo di erigervi una chiesa. 
Si hanno notizie dell'edificio nel 1485, quando risultava dipendente dal capitolo lateranense, pur essendo di patronato della popolazione di Campotosto. 
Successivamente viene menzionata a partire dalla metà del XVI secolo, con i nomi di S. Maria ad Pari, a Pari, Appari, Appare, e infine Apparente.
Originariamente era un oratorio con un unico altare, ma alla fine del '500 fu rinnovata radicalmente, con lavori che interessarono l'intera struttura e che si conclusero nel 1604.
La chiesa attualmente ha pianta a croce latina con interno a navata unica, perché in origine era una piccola cappella. La facciata, in pietra arenaria locale, è caratterizzata da un oculo e da un portale in stile classico. Il secentesco altare maggiore è costituito da tre nicchie e lesene con gli stemmi di Campotosto (un mazzo di spighe su monti, sormontate da tre rose) e della famiglia Orsini (a cui Campotosto era sottoposto nella prima metà del 600). 
Nella nicchia centrale si trova una copia della statua lignea della Vergine. L'originale, rubata nel 1979, è menzionata già nel 1641 e potrebbe risalire al XV secolo come la chiesa originaria.
Sotto la chiesa è presente una cripta costruita dentro una cappella sotterranea (la "grotta della Nunziata"), molto ricca di affreschi rinascimentali, restaurati nel 2005.
Nella grotta è inciso anche un quadrato del Sator.

#### Chiese secondarie
- Chiesa parrocchiale di Santa Maria Assunta, demolita nel 2017, si affacciava sulla piazza principale. Costruita a metà degli anni '50 per sostituire una chiesa precedente, risalente al XVIII secolo, danneggiata nel sisma del Gran Sasso del 1950. La chiesa si presentava in stile sobrio pseudoclassico, impianto rettangolare con facciata piana, decorata da una nicchia con la statua della Madonna, portale architravato con campanile a torre. L'interno era a tre navate con pilastri in pietra e abside semicircolare. La chiesa, già gravemente danneggiata dal terremoto dell'Aquila del 2009, è stata ulteriormente dissestata nell'evento sismico del 18 gennaio 2017, ed è stata demolita completamente nel mese di marzo per motivi di sicurezza.[13]
- Chiesa di San Giovanni Battista in contrada Mascioni, risalente al XVIII secolo.
- Chiesa rurale di Sant'Antonio.
- Chiesa di Santa Maria delle Grazie in contrada Poggio Cancelli.
- Chiesa di San Leo in contrada Fucino[14]

### Aree naturali

#### Lago di Campotosto

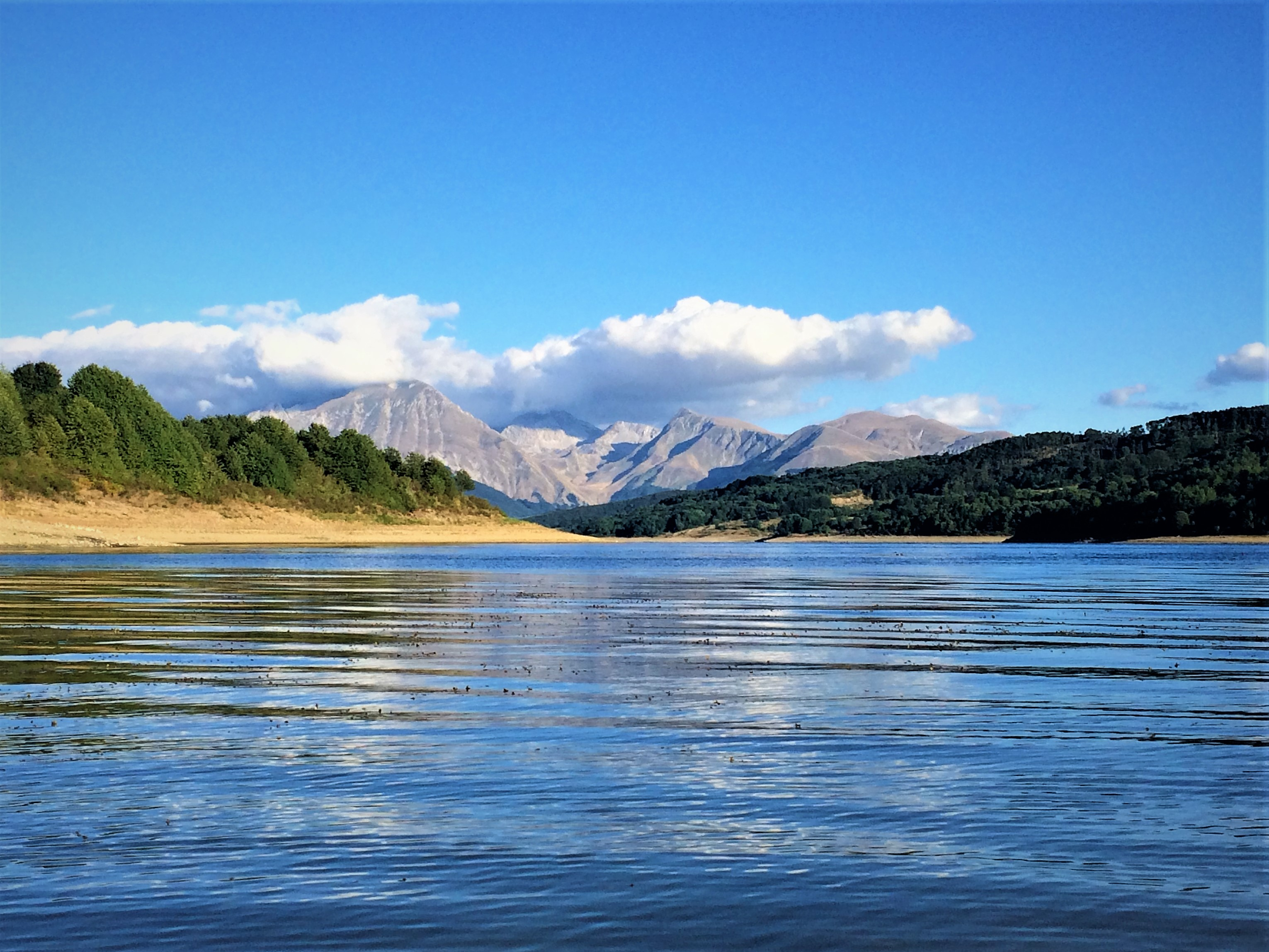
Lago di Campotosto

Il lago di Campotosto è il più grande lago artificiale d'Abruzzo, situato interamente in provincia dell'Aquila, tra i comuni di Campotosto (da cui prende il nome), Capitignano e L'Aquila, tra il versante settentrionale del Gran Sasso d'Italia, quello occidentale dei Monti della Laga ad est ed i Monti dell'Alto Aterno ad ovest. Posto ad un'altitudine di 1313 m s.l.m., con una superficie di 1400 ha ed una profondità massima compresa tra i 30 e i 35 metri, dal punto di vista idrografico fa parte del bacino idrografico del fiume Vomano, che scende nell'omonima valle fino al mar Adriatico e della riserva naturale statale omonima, istituita su una superficie di 1600 ha nel 1984 a tutela dell'ambiente naturale e del Parco Nazionale del Gran Sasso e Monti della Laga ed è interamente costeggiato dalla Strada statale 577 del Lago di Campotosto. Transita qui un tratto della grande Ippovia del Gran Sasso.

## Società

### Evoluzione demografica
Abitanti censiti

## Cultura

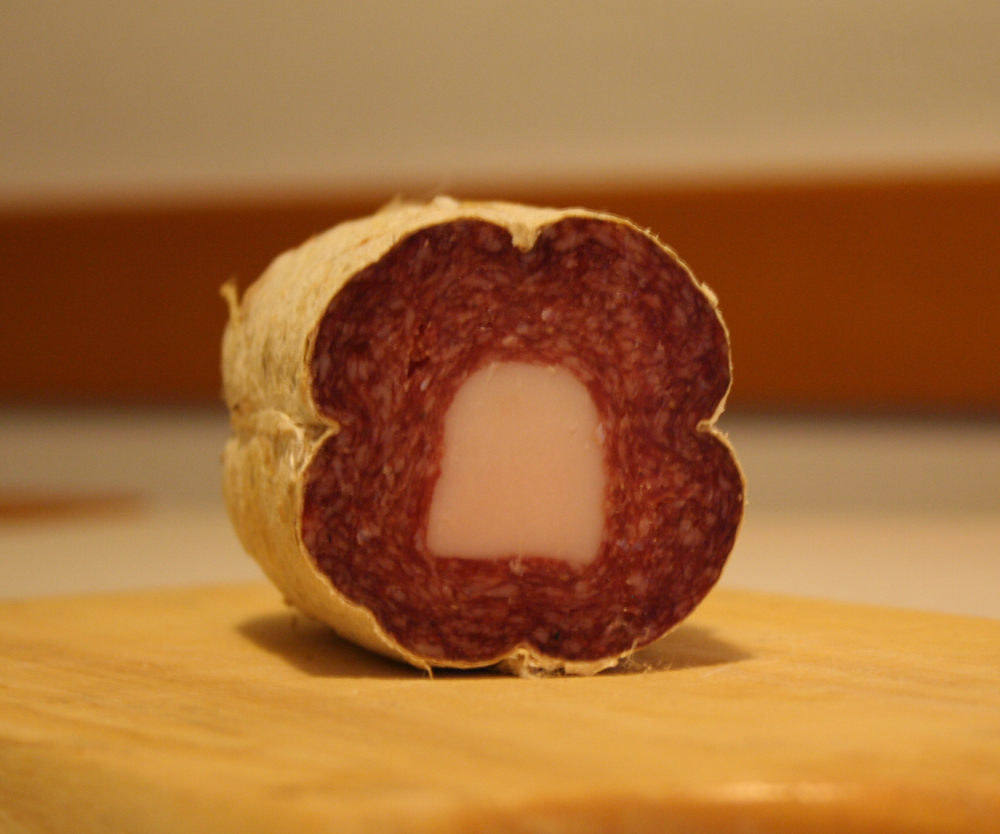
Mortadella di Campotosto

In paese viene prodotta la tipica mortadella di Campotosto, presidio Slow Food che fa parte dei Prodotti agroalimentari tradizionali abruzzesi.

## Amministrazione
| Periodo        | Periodo         | Primo cittadino        | Partito                                                                              | Carica  | Note          |
| -------------- | --------------- | ---------------------- | ------------------------------------------------------------------------------------ | ------- | ------------- |
| 6 giugno 1993  | 12 maggio 2001  | Ercole Di Girolami     | Lista civica                                                                         | Sindaco | [ 24 ] [ 25 ] |
| 13 maggio 2001 | 15 maggio 2011  | Bruno D'Alessio        | Lista civica di centro-sinistra (2001-2006) Lista civica Unione Popolare (2006-2011) | Sindaco | [ 26 ] [ 27 ] |
| 16 maggio 2011 | 5 giugno 2016   | Antonio Di Carlantonio | Lista civica Unione Popolare                                                         | Sindaco | [ 28 ]        |
| 6 giugno 2016  | 14 ottobre 2021 | Luigi Cannavicci       | Lista civica Il Lago                                                                 | Sindaco | [ 29 ]        |
| 3 ottobre 2021 | in carica       | Ercole Di Girolami     | Lista civica Il Lago                                                                 | Sindaco | [ 30 ]        |